# Rio Vère
O rio Vère é um rio do sul de França, que corre nos departamentos de Tarn e Tarn-et-Garonne. Nasce em Taïx e é afluente do rio Aveyron, por sua vez afluente do rio Tarn e este do rio Garonne. Tem 53,3 km de comprimento.
Atravessa as seguintes comunas:
- Tarn : Taïx, Cagnac-les-Mines, Mailhoc, Villeneuve-sur-Vère, Noailles, Cestayrols, Cahuzac-sur-Vère, Vieux, Le Verdier, Castelnau-de-Montmiral, Sainte-Cécile-du-Cayrou, Puycelci, Larroque.
- Tarn-et-Garonne :  Bruniquel